# Cmentarz żydowski w Białej Rawskiej
Cmentarz żydowski w Białej Rawskiej – kirkut w Białej Rawskiej, który został założony w XVIII wieku i zajmuje powierzchnię około 1,35 ha, na której zachowały się jedynie dwa nagrobki z inskrypcjami w języku hebrajskim, kilka fragmentów macew i zarysy mogił. Cmentarz znajduje się przy ul. Polnej.